# Villavaquerín
Villavaquerín es un municipio y localidad española de la provincia de Valladolid, en la comunidad autónoma de Castilla y León. Cuenta con una población de 145 habitantes (INE 2024). Se encuentra en el valle del arroyo Jaramiel. A nivel provincial se encuadra en la comarca de Páramos del Esgueva, formada principalmente  por la parte vallisoletana de la comarca natural del Cerrato.

## Geografía
Ubicación
La localidad está situada a una altitud de 769 m s. n. m.
| Noroeste: Villanueva de los Infantes | Norte: Piña de Esgueva | Noreste: Castrillo-Tejeriego |
| Oeste: Olmos de Esgueva              |                        | Este: Castrillo-Tejeriego    |
| Suroeste: Villabáñez                 | Sur: Sardón de Duero   | Sureste: Olivares de Duero   |

## Historia

### Prehistoria
La proximidad al valle del Duero entre otros factores, así como la localización de yacimientos con evidencias paleolíticas   en el término municipal de Villavaquerín demuestran que en dicho pueblo el hombre vivió desde la prehistoria como así lo atestiguan los hallazgos con evidencias paleolíticas en el paraje de Los Altillos.

### Edad Antigua
En época celtibérica es muy probable que ya estuviera ocupado el término de esta villa por los vacceos. Dicho doblamiento continuará durante el Imperio Romano.

### Edad Media

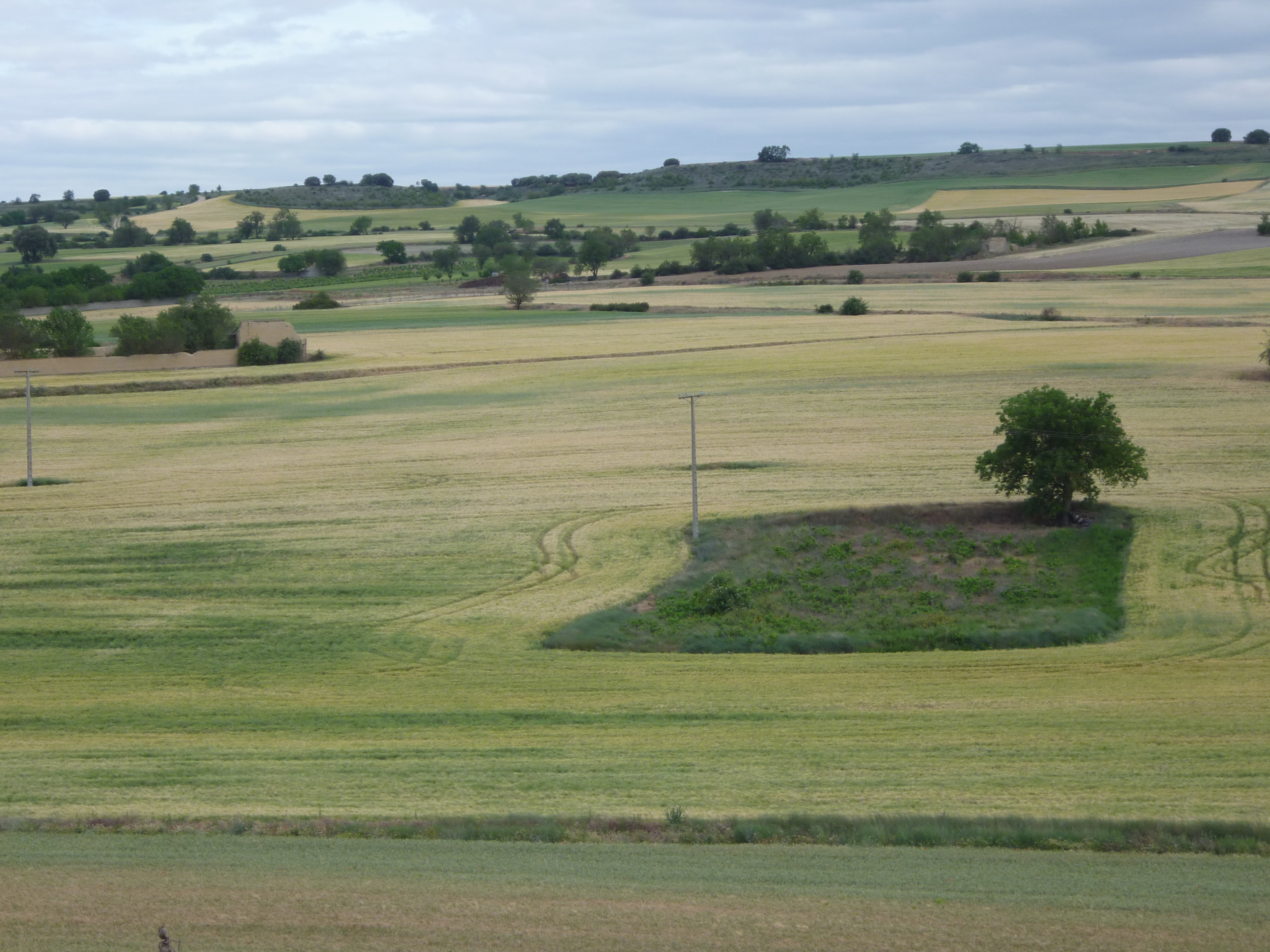
Paisaje típico de Villavaquerín

En tiempos de los godos, es muy probable que estuviese poblado este término al igual que los términos colindantes de Villabánez, Castrillo-Tejeriego y Piña de Esgueva.
En el siglo VIII durante la invasión árabe-bereber estos campos quedarían semidesiertos. Durante el último tercio del siglo IX las huestes cristianas de Alfonso III el Magno ocuparon todos los territorios situados al norte del río Duero. A este respecto hay que señalar que el incipiente Condado de Castilla, regido por Nuño Núñez (Munio Muñiz) se extendió hasta la cuenca del Arlanza, teniendo en vanguardia como complemento, la fortificación del Esgueva. Amando Represa, inspirándose en el estudio de Pérez de Urbel, sitúa en aquellos tiempos el origen de muchos de los pueblos de la comarca situados tanto en el valle del Esgueva como en el del Jaramiel, entre los que se encuentran  tanto Villavaquerín como La Sinova, dentro del progresivo avanzar de las diferentes líneas de la Reconquista.
A fines del siglo IX y principios del X sería fortificada la villa de Villavaquerín  construyéndose un castillo con pasadizo subterráneo, en la parte alta de la villa (quizá donde está la actual iglesia de Santa Cecilia) y rodeándose todo el casco antiguo del pueblo con fuerte muralla con puertas almenadas una de las cuales estaba al oriente y se llamaba la puerta de Suso, el último vestigio de dichas murallas era el famoso arco desaparecido hace años[cita requerida] y que da nombre a una calle y a una parte del pueblo.
El primer documento histórico que menciona a Uilla Bacrin (Villavaquerín) se remonta al año 1095, en cuya fecha, el conde Pedro Ansúrez y su esposa la condesa Eylo donaron tres solares, en este pueblo, a favor de la iglesia de Santa María la Mayor, de la abadía de Valladolid, dichos solares habían pertenecido anteriormente y respectivamente a los abades don Vela y don Cristóbal y a Domingo Reviélez.
En 1110 el abad Salto, de la abadía vallisoletana, hizo cesión a los vecinos de Uilla Uakrin (Villavaquerín) de una pesquera y cinco molinos en el río Duero, en el lugar denominado San Sebastián.
En 1345 los lugares de Villa Vacrín y Signoua, pertenecían, en lo eclesiástico, al Arciprestazgo de Cevico de la Torre, Arcedianato de Cerrato y Diócesis de Palencia. Por entonces Villavaquerín poseía las iglesias parroquiales de San Salvador y Santa Lucía, cuyos templos tal vez fuesen románicos, La Sinova poseía la iglesia parroquial de Santa Marina.
En 1352, Villavaquerín de Cerrato y La Sinova pertenecían en lo civil, a la Merindad del Infantazgo de Valladolid. El señorío de Villavaquerín pertenecía la mitad, a la iglesia de Santa María la Mayor de la Abadía de Valladolid y la otra mitad era solariego del Juan Martínez de Leyva, de Juana, mujer de Juan Rodríguez de Sandoval y de los hijos de Juan Ruíz de Gaona.
La Sinova era lugar abadengo y pertenecía al monasterio de Santo Domingo de Silos.

### Edad Moderna
A comienzos del siglo XVI parece ser que ya se había despoblado el lugar de La Sinova; a este respecto se constata un aumento de la población del pueblo vecino Castrillo-Tejeriego por el despoblamiento de La Sinova. La Sinova y Villavaquerín fueron vendidas a Juan Velázquez de Cuellar, contador mayor de los Reyes Católicos, al ser los Velázquez de Cuéllar  señores de Villavaquerín y La Sinova desde la primera década del siglo XVI el destino a partir de entonces de ambos lugares y hasta el día de hoy siempre ha estado unido formando La Sinova parte del municipio de Villavaquerín.
Durante el reinado de Carlos I (1504-1558) este monarca concedió privilegio a los hijosdalgo de Villavaquerín, para que pudieran ocupar cargos concejiles. En el siglo XVI fue edificada la actual iglesia parroquial de Santa Cecilia y en 1588 fue construida la Ermita de Nuestra Señora del Prado. En el primer cuarto del siglo XVII era señor de esta villa Francisco Gómez de Sandoval, duque de Lerma. En 1646 esta villa contaba con 34 vecinos.
En 1752 Villavaquerín era villa de señorío del Partido de Portillo en la provincia de Valladolid. Pertenecía a Antonio Velázquez de Velasco de la Torre y Gasca, vecino de Burgos. Su población era de 81 vecinos y había 83 casas habitables y un palacio arruinado del señor de esta villa.

### Edad Contemporánea
Durante la Guerra de la Independencia (1808- 1814), la villa tuvo que enajenar muchos terrenos concejiles, para sufragar las excesivas contribuciones, gastos y requisas ocasionados por las tropas francesas, particularmente por la guarnición de Tudela de Duero, cuyas exacciones no podía soportar el vecindario.
En 1827 «Sinova» (La Sinova) era coto redondo del Partido de Portillo en la Provincia de Valladolid y Obispado de Palencia, con alcalde ordinario, en 1828 Villabaquerín era villa secular del Partido de Portillo en la provincia de Valladolid y Obispado de Palencia con alcalde Ordinario.
Villavaquerín en el siglo XIX en el Diccionario Madoz se describía de la siguiente manera:

Villavaquerín: v. con ayuntamiento en la provincia, audiencia terr. y ciudad g. de Valladolid (4 leg.), partido judicial de Valoría la Buena (3),dioc de Palencia(7j. SIT. en la profundidad del valle de Jaramiel, próxima á su desembocadura; su CLIMA es frió, y húmedo, y las enfermedades mas comunes, pleuresías y fiebres intermitentes tiene 76 CASAS; la consistorial con cárcel; escuela de instrucción primaria, dotada con 1,100 reales; iglesia parr. (Sta. Cecilia) servida por un cura y un sacristán confina el TÉBM. con los de Olmos, Villanueva, Pina de Esgueva, Olivares y Villabañez; dentro de él se encuentran varias fuentes de medianas aguas, y dos ermitas, el Sto. Cristo y San Juan el TERRENO bañado por el arroyo Jaramiel, es de mediana calidad comprende un monte de roble, bastante poblado, CAMINOS los locales en mal estado, CORRES se recibe y despacha en Tudela de Duero, PROD. cereales, patatas, legumbres, leñas de combustible y buenos pastos con los que se mantiene ganado lanar y mular; hay caza de liebres, conejos y perdices, IND. la agrícola.COMERCIO esportacion del sobrante de frutos, ganado y lana, é importación de los art. que faltan, POBL.  75 v e c, 278 almas CAP. PROD. 546,310 reales IMP. 50,600.

En las últimas décadas del siglo XIX se realizaron importantes obras con fondos municipales en el pueblo como la traída de aguas con la construcción de una fuente, abrevadero y lavadero públicos (pilones) en 1883, la construcción de la Casa Consistorial con Escuela en 1889 y el cementerio en 1890.
En 1930 este municipio estaba formado por la villa de Villavaquerín de Cerrato, el caserío de La Sinova y otros edificios diseminados. Su población de derecho era de 740 habitantes y había 186 edificios y 150 albergues.
En 1955, esta villa dejó de pertenecer a la antiquísima Diócesis palentina pasando a integrar la  Archidiócesis de Valladolid. En 1961 la casa consistorial de Villavaquerín sufrió un grave incendio dejándola durante décadas en ruinas, en la década de los 90 se rehabilitó; y fue reinaugurada en 1998.

## Geografía humana

### Demografía
Cuenta con una población de 145 habitantes (INE 2024).
| Gráfica de evolución demográfica de Villavaquerín entre 1842 y 2021                                                   |
| |
| Población de derecho según los censos de población del INE. Población de hecho según los censos de población del INE. |

## Símbolos
El escudo heráldico y la bandera que representan al municipio fueron aprobados oficialmente el 14 de julio de 2000. El escudo se blasona de la siguiente manera:

«Escudo medio partido y cortado 1.º De gules,castillo de oro mazonado de sable y aclarado de azur. 2.º De oro, toro de sable. 3.º Enclavado, lienzo de muralla de plata, mazonada de sable, con puerta de gules. Al timbre corona real cerrada.»
Boletín Oficial de Castilla y León nº 162 de 22 de agosto de 2000

La descripción textual de la bandera es la siguiente:

«Bandera rectangular de proporciones 2:3, formada por dos franjas verticales iguales enclavadas, blanca con toro negro al asta y roja al batiente.»
Boletín Oficial de Castilla y León nº 162 de 22 de agosto de 2000

## Política
| 1991 | -                             | PP   |
| 1999 | Mª Purificación Arranz Marcos | PSOE |
| 2003 | Mª Belén Encinas              | PSOE |
| 2007 | Jesús Cancela Rodríguez       | PSOE |
| 2011 | Diego Recio Curiel            | PSOE |
| 2015 | Diego Recio Curiel            | PSOE |
| 2019 | Diego Recio Curiel            | PSOE |

## Cultura

### Patrimonio
- Iglesia de Santa Cecilia

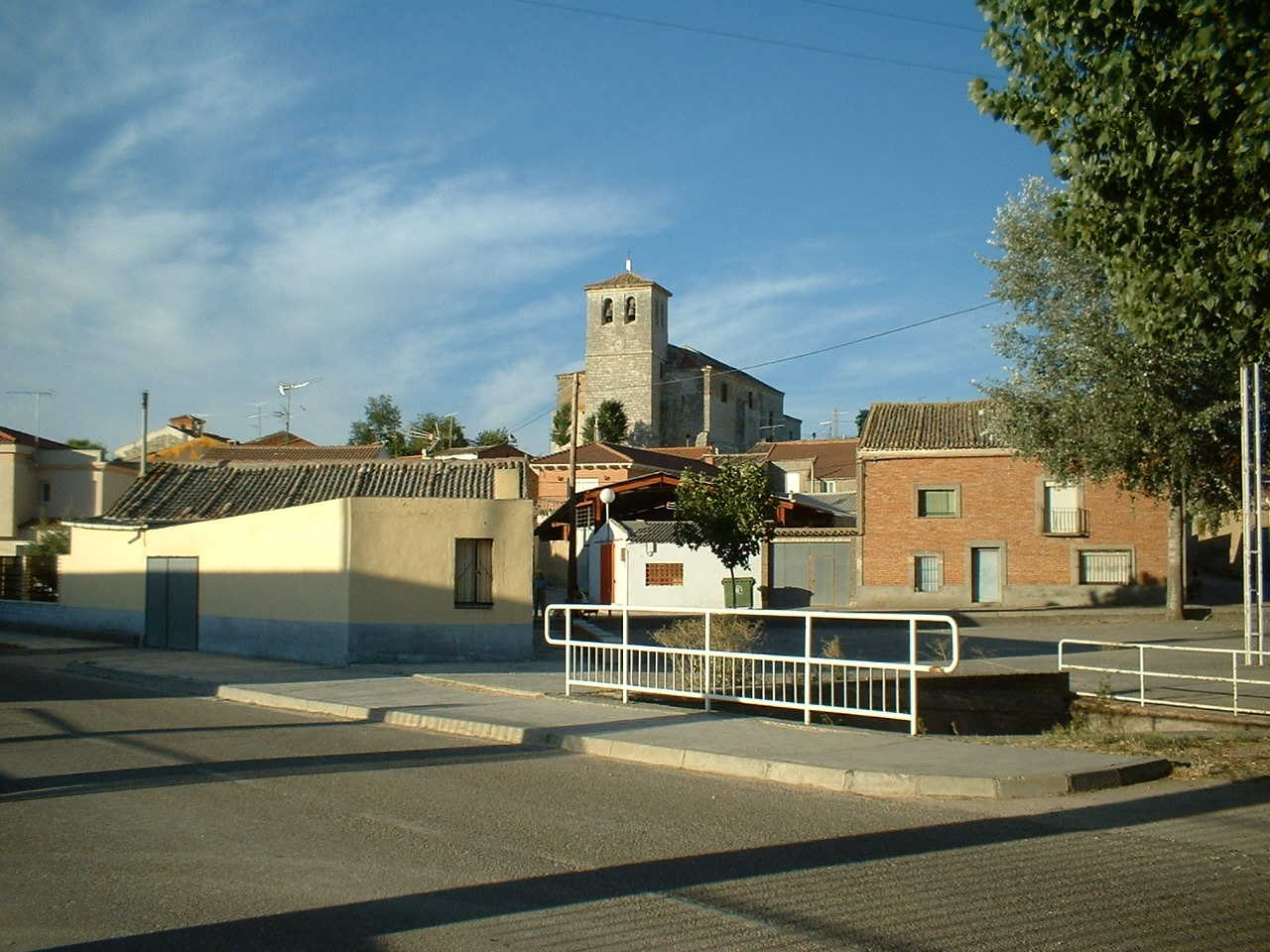
Vista de Villavaquerín con la Iglesia de Santa Cecilia al fondo

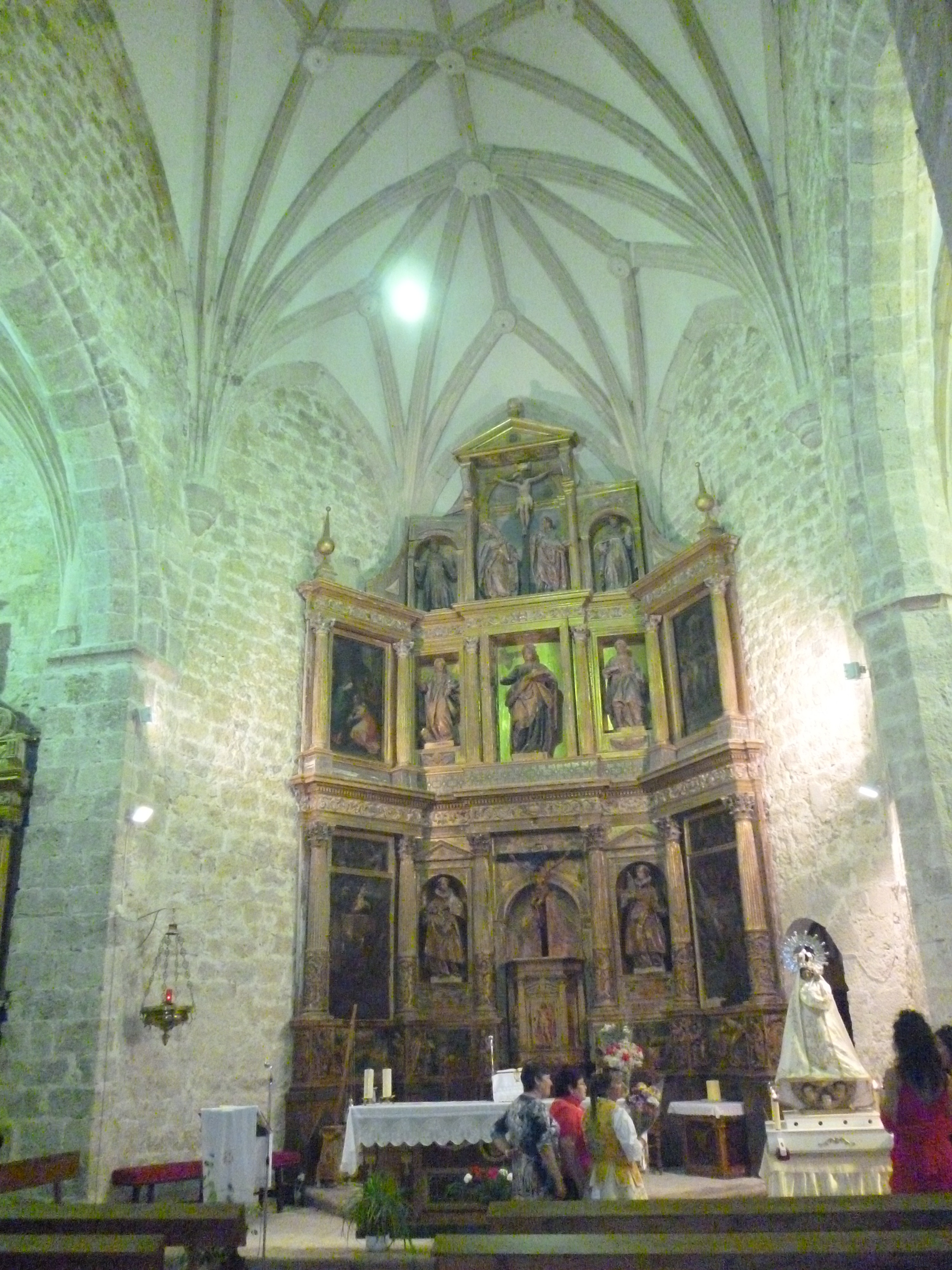
Iglesia parroquial altar mayor

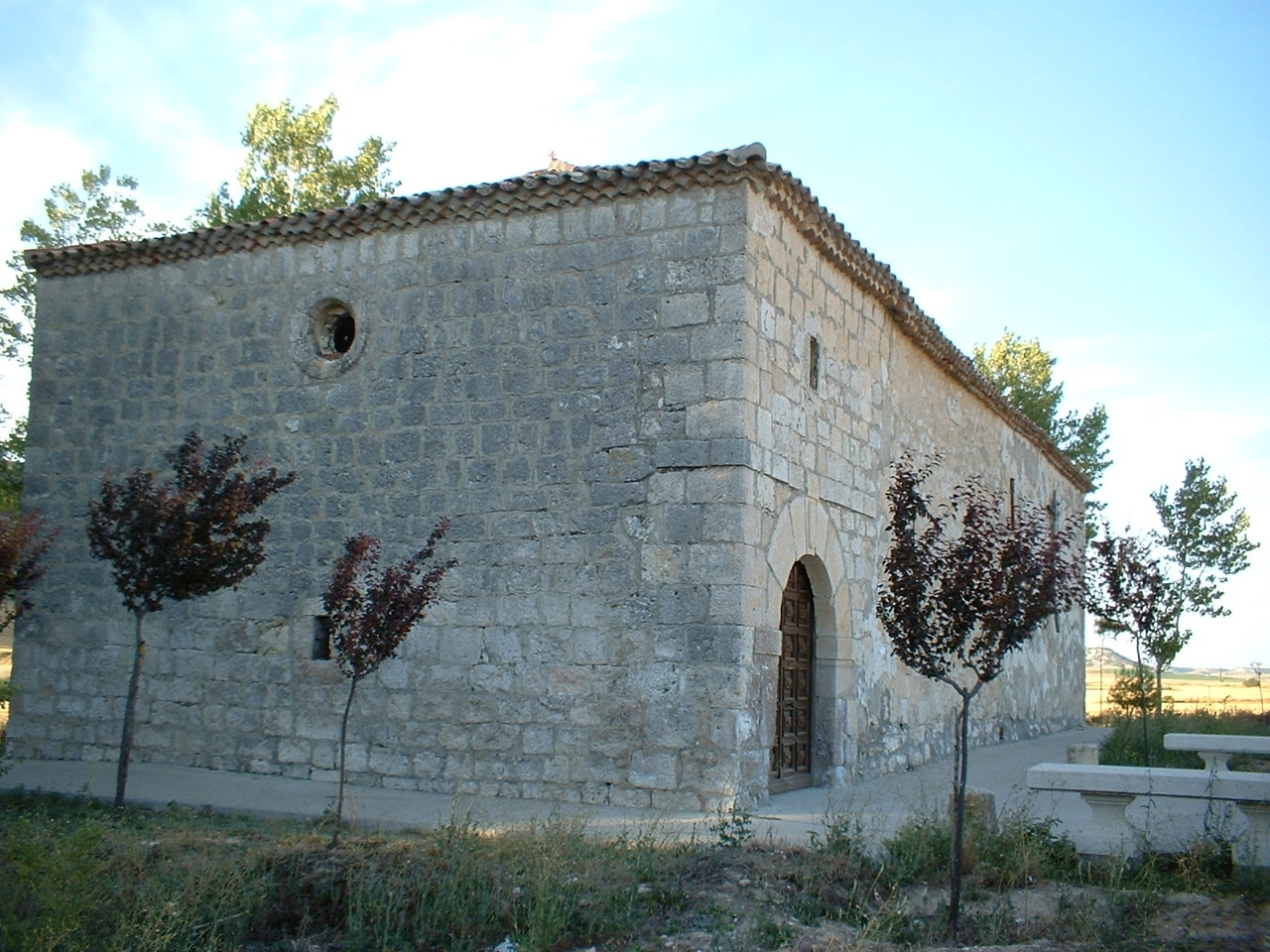
Ermita de Nuestra Señora del Prado

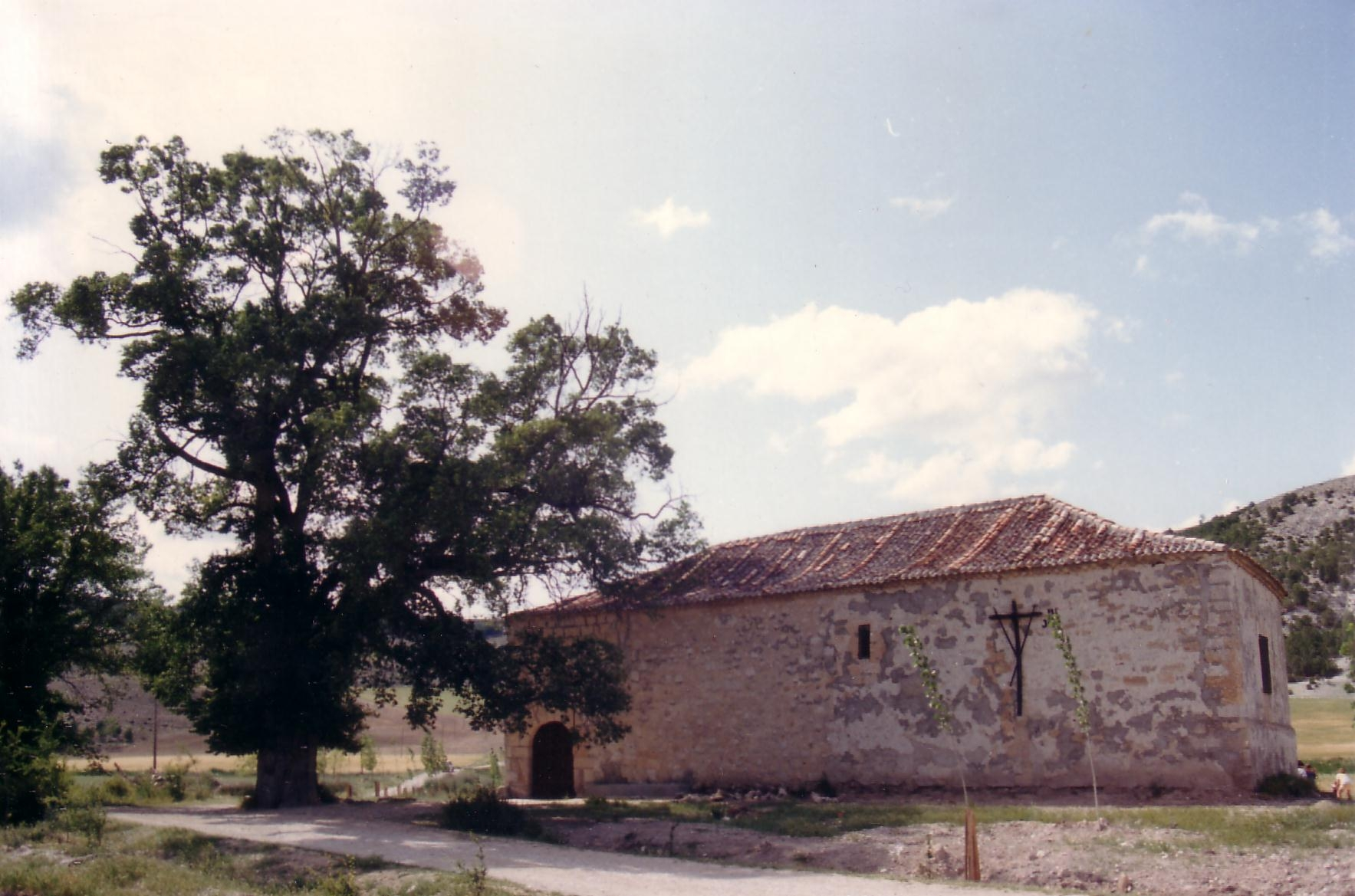
La ermita con la desaparecida olma

Edificio gótico, construido en piedra de sillería en el siglo XVI, con posteriores reformas barrocas en el siglo XVII. Tiene tres naves separadas por pilares con arcos de medio punto, la nave central se cubre con bóveda de arista con yeserías del siglo XVII, al igual que las laterales, mientras el crucero y la capilla mayor llevan bóvedas de crucería estrellada. Coro alto a los pies, se accede al templo por una portada en el lado del evangelio en arco de medio punto. La torre, a los pies, está construida en piedra de sillería con dos cuerpos y estilo herreriano.
- Ermita de Nuestra Señora del Prado

Edificio construido en piedra de sillería y mampostería en 1588. Tiene una sola nave cubierta con par y nudillo. Se accede al templo por una portada en el lado de la epístola, en arco de medio punto.

### Festividades

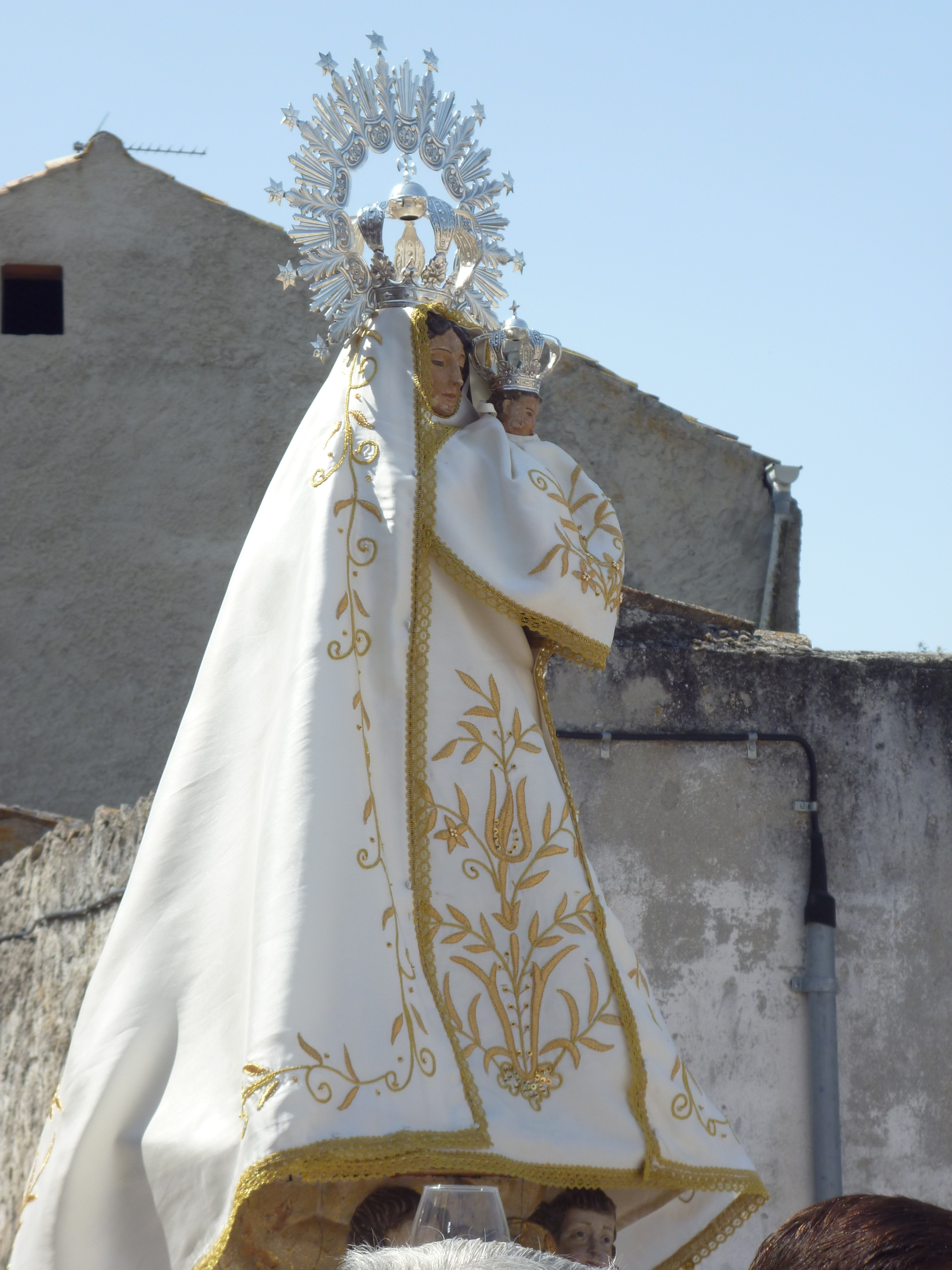
Imagen de Nuestra Señora del Prado

- 8 de septiembre: festividad de Nuestra Señora del Prado con procesión de la imagen de la virgen desde la ermita hasta la iglesia parroquial.

Dentro de la celebración de estas fiestas patronales tiene gran importancia por su gran tradición la procesión de San Casiano, se trata de una procesión tan genuina de Villavaquerín como original donde un vecino disfrazado es sacado en andas ante el bullicio de los asistentes a la procesión.

- 22 de noviembre: festividad de Santa Cecilia.
- 15 de mayo: festividad de San Isidro Labrador con procesión y comida de hermandad, esta fiesta muestra el carácter netamente agrícola del pueblo y la importancia que tienen en su vida sus labradores.

### Cine
En el verano de 1996 en Villavaquerín se rodó parte de la película Las Ratas del director Antonio Giménez-Rico, basada en la novela homónima de Miguel Delibes, gran parte de los vecinos del pueblo participaron como extras, los escenarios del pueblo que aparecen en dicha película son tanto el interior como la entrada de la iglesia parroquial de Santa Cecilia y los alrededores de la ermita de Nuestra Señora del Prado.
La finca de La Sinova es una finca agrícola situada en el término municipal de Villavaquerín conocida por ser lugar frecuente de caza del escritor Miguel Delibes, en obras suyas como Diario de un cazador o en Aventuras, venturas y desventuras de un cazador a rabo se menciona esta finca como lugar frecuentado en sus jornadas de caza.